# Mesoxaalzuur
Mesoxaalzuur, ook bekend onder de namen oxomalonzuur of ketomalonzuur, is een organische verbinding met de formule {\displaystyle {\ce {C3H2O5}}}, of met iets meer nadruk op de structuur: {\displaystyle {\ce {HO-(C=O)3-OH}}}.
Mesoxaalzuur is zowel een dicarbonzuur als een ketocarbonzuur. het staat makkelijk twee protonen af, waarbij het divalente anion {\displaystyle {\ce {C3O5^{2-}}}} ontstaat. Het anion wordt mesoxalaat, oxomalonaat of ketomalonaat genoemd, evenals de zouten (bijvoorbeeld: {\displaystyle {\ce {Na2C3O5}}}, natriummesoxalaat) en esters, zoals {\displaystyle {\ce {(C2H5)-(C=O)3-(C2H5)}}}, di-ethylmesoxalaat, die dit anion of deze structurele eenheid bevatten.
Mesoxalaat is een van de koolstof-zuurstof-anionen, die net als carbonaat en oxalaat, slechts bestaan uit koolstof en zuurstof.
Mesoxaalzuur neemt makkelijk water op en reageer ermee, waarbij een product ontstaat dat meestal als mesoxaalzuurmonohydraat benoemd wordt, maar eigenlijk beter beschreven wordt als dihydroxymalonzuur: {\displaystyle {\ce {HO-(C=O)-C(OH)2-(C=O)-OH}}}. In catalogi, en in meer het algemeen, verwijzen de entry's mesoxaalzuur en oxomalonzuur naar deze "gehydrateerde" vorm. Met name de stof die verhandeld wordt als natriummesoxalaat-monohydraat is vrijwel altijd naytriumdihydroxymalonaat.

## Synthese
Mesoxaalzuur kan synthetisch verkregen worden via de hydrolyse van alloxaan met barietwater, door het verwarmen van caffuurzuur met een lood(II)acetaat-oplossing of uit glyceryldiacetaat met koud salpeterzuur. Ook de oxidatie van tartronzuur (hydroxymalonzuur, {\displaystyle {\ce {CH(OH)(COOH)2}}}) of glycerol met bismut(III)nitraat levert mesoxaalzuur op. Aangezien deze reacties uitgevoerd worden in water, geven ze meestal aanleiding tot de dihydroxy-verbinding.